# Saison 9 d'Une famille formidable
Chronologie
Saison 8 d'Une famille formidable Saison 10 d'Une famille formidable
Cet article présente les épisodes de la neuvième saison de la série télévisée française Une famille formidable.

## Épisode 1:Vive la crise!
- Numéro(s) : 25
- Scénariste(s) :
- Réalisateur(s) :
- Audiences : 7 027 000 de téléspectateurs avec 26,6 % de part de marché (en tête des audiences)
- Diffusion(s) :
  -  France : 16 janvier 2012
  -  Belgique : 11 décembre 2011
  -  Suisse : 27 décembre 2011
- Résumé : Jacques et Catherine sont maintenant installés en Bourgogne, dans le village de Noyers-sur-Serein. Catherine s'est parfaitement intégrée. Adjointe au maire, elle connaît tout le monde et apprécie vraiment sa nouvelle vie. Elle prête main-forte aux employés d'une petite entreprise de confection menacée de délocalisation. Jacques quant à lui, s'essaie à l'agriculture bio avec Julien dans l'espoir de signer un partenariat avec une enseigne de grande distribution. De son côté, Reine revient du Balang Balang totalement ruinée et trouve refuge chez Jacques et Catherine, avec l'espoir de récupérer l'argent qu'elle avait prêté à Nourredine. Mais ce dernier ne peut pas, touché par l'addiction du jeu et se fait battre par deux hommes du casino pour qu'il rembourse. À Paris, Manon, Marie et Jean-Philippe ne forment plus un « ménage à trois » car Marie s'est mise en couple de son côté avec une autre femme. Elle annonce la nouvelle à Audrey, sa mère, qui quant à elle cache à toute sa famille sa nouvelle vie professionnelle pour le moins atypique...

## Épisode 2:La guerre des chefs
- Numéro(s) : 26
- Scénariste(s) :
- Réalisateur(s) :
- Diffusion(s) :
- Audience : 6 877 000 téléspectateurs (25,9 % P.D.M.) en tête des audiences
  -  France : 23 janvier 2012
  -  Belgique : 18 décembre 2011
  -  Suisse : 3 janvier 2012
- Résumé : sans que rien les ait préparés à cela, la famille Beaumont apprend qu'Audrey a été virée de son boulot dans un laboratoire pharmaceutique, et qu'elle travaille maintenant comme strip-teaseuse dans un bar chic... Catherine et Jacques ramènent donc leur progéniture sous le bras et l'installent chez eux. Fred est ravie : elle qui a l'impression de perdre Nourredine, a bien besoin des conseils en séduction d'Audrey. Travailler en famille c'est une bonne idée… travailler avec Jacques ça peut vite tourner au cauchemar. C'est ce que comprend rapidement Nourredine qui n'en peut plus que Jacques prenne toute la place. Sa mégalomanie, sa mauvaise foi peuvent être hilarantes pour n'importe qui mais pas pour Nourredine qui ne se sent plus chez lui et le vire du restaurant. Jacques voit rouge. Puisque c'est comme ça, il va monter une chambre d'hôtes et... une table d'hôtes. Cette table d'hôtes est en réalité un restaurant déguisé en machine de guerre pour noyer celui de Nourredine sous une concurrence féroce. Pendant ce temps, Catherine se laisse séduire par le nouveau médecin du village et tente de recoller les morceaux au sein de sa famille, sans perdre de vue la reconversion des ouvriers de l'ancienne usine de confection...

## Épisode 3:Tous en scène
- Numéro(s) : 27
- Scénariste(s) :
- Réalisateur(s) :
- Audience : 7 106 000 téléspectateurs (26,4 % P.D.M.) en tête des audiences
- Diffusion(s) :
  -  France : 30 janvier 2012
  -  Belgique : 25 décembre 2011
  -  Suisse : 10 janvier 2012
- Résumé : Catherine et Jacques vivent désormais séparés, Catherine ayant une relation suivie avec François, le nouveau médecin du village, Jacques retournant à Paris, en proie à de lourds cauchemars dont les cris la nuit pèsent aussi bien sur son moral que sur celui de son entourage. Il décide de faire quelques visites pour monter un nouveau restaurant avec Julien et Jérémie, sans trouver son bonheur pour autant. Au village, le spectacle se met en place, mais les difficultés sont nombreuses ; il faut notamment se résoudre à aller à Paris pour faire de ce show un projet viable... Jacques en profite pour tenter de séduire à nouveau sa femme...